# BIG (musikgrupp)
BIG, en förkortning av Brothers In God, är en svensk musikgrupp som bildades 1996 av Peo Thyrén från Noice, Easy Action och Sha-Boom tillsammans med Stefan Almqvist från Walk on Water, och Jens Lundvik som kom från diverse lokala band i Hälsingland, bland andra Vital Sign.
BIG premiärspelade som förband åt amerikanska DC Talk på Scandinavium. De är mest kända för sina två framträdanden i Melodifestivalen, med låtarna Jag ska aldrig lämna dig (5:a 1997) och Ingen annan väg (2:a 1998). 1997 års Melodifestivalbidrag noterades även för en 32:a plats på Sveriges singellista 1997.
Thyrén och Almqvist har även skrivit låtar åt andra artister, bland andra Carola Häggkvist.

## Medlemmar
- Peo Thyrén – sång, gitarr
- Stefan Almqvist – basgitarr, sång
- Jens Lundvik – sång

## Diskografi
Studioalbum
- 1997 – BIG
- 1998 – Ingen annan väg
- 1999 – Pure pop for now people
- 2002 – Till himlen
- 2006 – Blodet och korset (Peo Thyrén & BIG)

Singlar
- 1996 – "Står på berget" / "Don't Give Up"
- 1997 – "Jag ska aldrig lämna dig" / "Never Let You Down" / "Instrumental version" (maxi-singel)
- 1998 – "Meningen med livet" / "Kärleken"
- 1998 – "Ingen annan väg" / "Nu!"
- 1999 – "Revolution" / "Go"

### Fotnoter
1. ↑  ”Jag ska aldrig lämna dig” (på engelska). Swedishcharts. 1 april 1997. https://swedishcharts.com/showitem.asp?interpret=B%2EI%2EG%2E&titel=Jag+ska+aldrig+l%E4mna+dig&cat=s. Läst 4 februari 2020.